# 평화은행
평화은행(平和銀行, Peace Bank of Korea)은 1991년부터 2001년까지 영업했던 대한민국의 은행으로 우리은행의 전신인 한빛은행에 흡수합병되었다.

## 역사
1991년 한국노동조합총연맹 내 금융노조연합에서 (주)노동금융으로 창립되었고 한국노총 소속 근로자의 청약 및 국민은행, 포스코 등 국영 기업의 출자로 1992년 서울 강남구 역삼동에 본점을 내면서 근로자 전문은행으로 출범하였다. 은행권 최초로 예금 및 대출 거래에 대한 서명제를 도입하였고 1993년 증권거래소에 상장하였다. 1997년 IMF 구제금융사건으로 외환 위기를 맞으면서 재무 구조가 급격히 악화되어 2000년 독자생존 불가 판정을 받아 2001년 한빛은행, 경남은행, 광주은행과 함께 우리금융그룹에 편입되었다. 2001년 12월 31일 평화은행 은행 부문은 우리은행의 전신인 한빛은행에 흡수합병되었고 카드 부문은 우리카드로 출범하였다.